# Seymour Mayne
Seymour Mayne est un auteur, traducteur et professeur canadien.

## Biographie
Seymour Mayne est auteur et traducteur de plus de soixante-dix livres et monographies, y compris des anthologies et des textes critiques en plus d'être professeur de littérature canadienne, d'études canadiennes et de création littéraire à l’Université d’Ottawa,,.
De nombreux écrits de Seymour Mayne sont traduits en français, en allemand, en hébreu, en polonais, en russe ainsi qu'en espagnol. Il donne également plusieurs lectures et conférences au Canada et à l’étranger sur une nouvelle forme littéraire minimaliste, le word sonnet.
Seymour Mayne cofonde le mensuel de poésie Bywords ainsi que le magazine d'affiches Graffito.
Plusieurs de ses recueils de poésie sont traduits en français : Les pluies de septembre : poèmes choisis 1980-2005, une traduction de Pierre DesRuisseaux (Éditions du Noroît, 2008), sonnets d'un mot, une traduction de Sabine Huynh (Presses de l'Université d'Ottawa, 2011) ainsi que Le chant de Moïse, une traduction par Caroline Lavoie (Mémoire d'encrier, 2018). Chez Mémoire d'encrier, il fait également paraître Le vieux canapé bleu et autres récits, traduit de l'anglais par Joanne Desroches, en 2014.
Seymour Mayne dirige plusieurs anthologies dont Pluriel : une anthologie, des voix = An anthology of diverse voices, en collaboration avec Marc Charron et Christiane Melançon (Presses de l'Université d'Ottawa, 2008) ainsi que A rich garland : poems for A.M. Klein, en collaboration avec B. Glen Rotchin (Véhicule Press, 1999),.
Il est récipiendaire de nombreux prix dont le premier prix Chester Macnaghten en création littéraire (1962), le prix JI Segal de littérature anglaise-française (1974) ainsi que le prix du livre juif canadien (1994, 1997, 2000, 2007, 2018).

## Œuvres

### Poésie

#### Français
- Les pluies de septembre : poèmes choisis 1980-2005, traduit de l'anglais par Pierre DesRuisseaux, avec une préface de Pierre Anctil, Montréal, Éditions du Noroît, 2008, 109 p. (ISBN 978-2-89018-633-0)
- Ricochet : words sonnets = sonnets d'un mot, traduit de l'anglais par Sabine Huynh, Ottawa, Presses de l'Université d'Ottawa, 2011, 126 p. (ISBN 978-2-7603-0761-2)
- Le chant de Moïse, traduit de l'anglais par Caroline Lavoie, Montréal, Mémoire d'encrier, 2018, 72 p. (ISBN 9782897124625)

#### Anglais
- That monocycle the moon, Montréal, s.n., 1964, n.p.
- Tiptoeing on the Mount, Montreal, McGill Poetry Series, 1965, 28 p.
- Manimals, Vancouver, Very Stone House, 1969, 40 p.
- Mouth, Kingston, The Quarry Press, 1970, 61 p.
- Name, Oakville, Mosaic Press,1975, 95 p.  (ISBN 0889620253 et 9780889620254)
- The Impossible Promised Land: Poems New and Selected, Oakville, Mosaic Press/Valley Editions, 1981, 123 p. (ISBN 088962139X et 978-0889621398)
- Children of Abel, Oakville, Mosaic Press, 1986, n.p. (ISBN 0889623333 et 9780889623330)
- Killing time, Oakville, Mosaic Press, 1992, 80 p. (ISBN 0-88962-494-1)
- The song of Moses and other poems, avec des illustrations de Sharon Katz, Ottawa, Concertina, London, Menard Press, 1995, 32 p. (ISBN 0-9697709-3-6 et 1-874320-07-1)
- Dragon trees: poems, Ottawa, Friday Circle, 1997, n.p.
- Carbon Filter: Poems in Dedication, Toronto/Paris/New York, Mosaic Press, 1999, 63 p. (ISBN 0889626960 et 978-0889626966)
- Light industry : humourous and satirical poems, Oakville, Mosaic Press, 2000, 59 p. (ISBN 0-88962-723-1)
- Ricochet : word sonnets, Oakville, Mosaic Press, 2004, 60 p. (ISBN 0-88962-837-8)
- September rain, Oakville, Mosaic Press, 2005, 63 p. (ISBN 0-88962-859-9)
- A Dream of Birds: Word Sonnets, en collaboration avec B. Glen Rotchin et les illustrations de Sharon Katz, Montréal, Allied Widget, 2007, n.p.
- Cusp: Word Sonnets, avec des illustrations de Sebastian Frye, Toronto, Ronald P. Frye & Co., 2014, n.p. (ISBN 1770811923 et 978-1770811928)
- Perfume: Poems and Word Sonnets, St. Catharines, Ronald P. Frye & Co., 2020, 78 p. (ISBN 978-1-77081-339-7)

### Récits

#### Français
- Le vieux canapé bleu et autres récits, traduit de l'anglais par Joanne Desroches, Montréal, Mémoire d'encrier, 2014, 95 p. (ISBN 9782897122812)

#### Anglais
- Old blue couch and other stories, Ronald. P Frye; 1st edition, 2011, 119 p. (ISBN 978-1770810570)

### Anthologies

#### Français
- Pluriel : une anthologie, des voix, sous la direction de Marc Charron, Seymour Mayne et Christiane Melançon, Ottawa, Presses de l'Université d'Ottawa, 2008, 284 p. (ISBN 978-0-7766-0611-8)

#### Anglais
- Jerusalem : an anthology of Jewish Canadian poetry, sous la direction de Seymour Mayne et B. Glen Rotchin, Montréal, Véhicule Press, 1996, 76 p. (ISBN 1-55065-076-9)
- A rich garland : poems for A.M. Klein, sous la direction de Seymour Mayne et B. Glen Rotchin, Montréal, Véhicule Press, 1999, 79 p. (ISBN 1-55065-117-X)
- An anthology of diverse voices, sous la direction de Marc Charron, Seymour Mayne and Christiane Melançon, Ottawa, Presses de l'Université d'Ottawa, 2008, 284 p. (ISBN 978-0-7766-0611-8)

## Prix et honneurs
- 1962 - Récipiendaire : Premier prix Chester Macnaghten en création littéraire
- 1974 - Récipiendaire : Prix JI Segal de littérature anglaise-française (pour Name)
- 1975 - Récipiendaire : York Poetry Workshop Award (pour Name)
- 1990 - Récipiendaire : ALTA (American Literary Translators Association)
- 1994 - Récipiendaire : Prix du livre juif canadien (pour Killing Time)
- 1997 - Récipiendaire : Prix du livre juif canadien (pour Jerusalem: An Anthology of Jewish Canadian Poetry)
- 2000 - Récipiendaire : Prix du livre juif canadien (pour A Rich Garland: Poems for AM Klein)
- 2003 - Récipiendaire : Prix des éducateurs de la capitale
- 2005 - Récipiendaire : Prix d'excellence en éducation
- 2007 - Récipiendaire : Prix du livre juif canadien (pour September Rain)
- 2009 - Récipiendaire : Prix du service distingué ACJS Louis Rosenberg
- 2010 - Récipiendaire : Prix JI Segal (pour la traduction de Fly Off into theStrongest Light: Selected Poems)
- 2010 - Récipiendaire : Professeur de l'année à la Faculté des arts de l'Université d'Ottawa
- 2018 - Récipiendaire : Prix littéraire juif canadien (pour In Your Words: Translations from the Yiddish and the Hebrew)